# Nowoseliwka (Bilhorod-Dnistrowskyj)
Nowoseliwka (ukrainisch Новоселівка; russisch Новоселовка Nowoselowka, rumänisch Satu-Nou, deutsch Tschiligider) ist ein Dorf in der ukrainischen Oblast Odessa mit 3000 Einwohnern (2001).

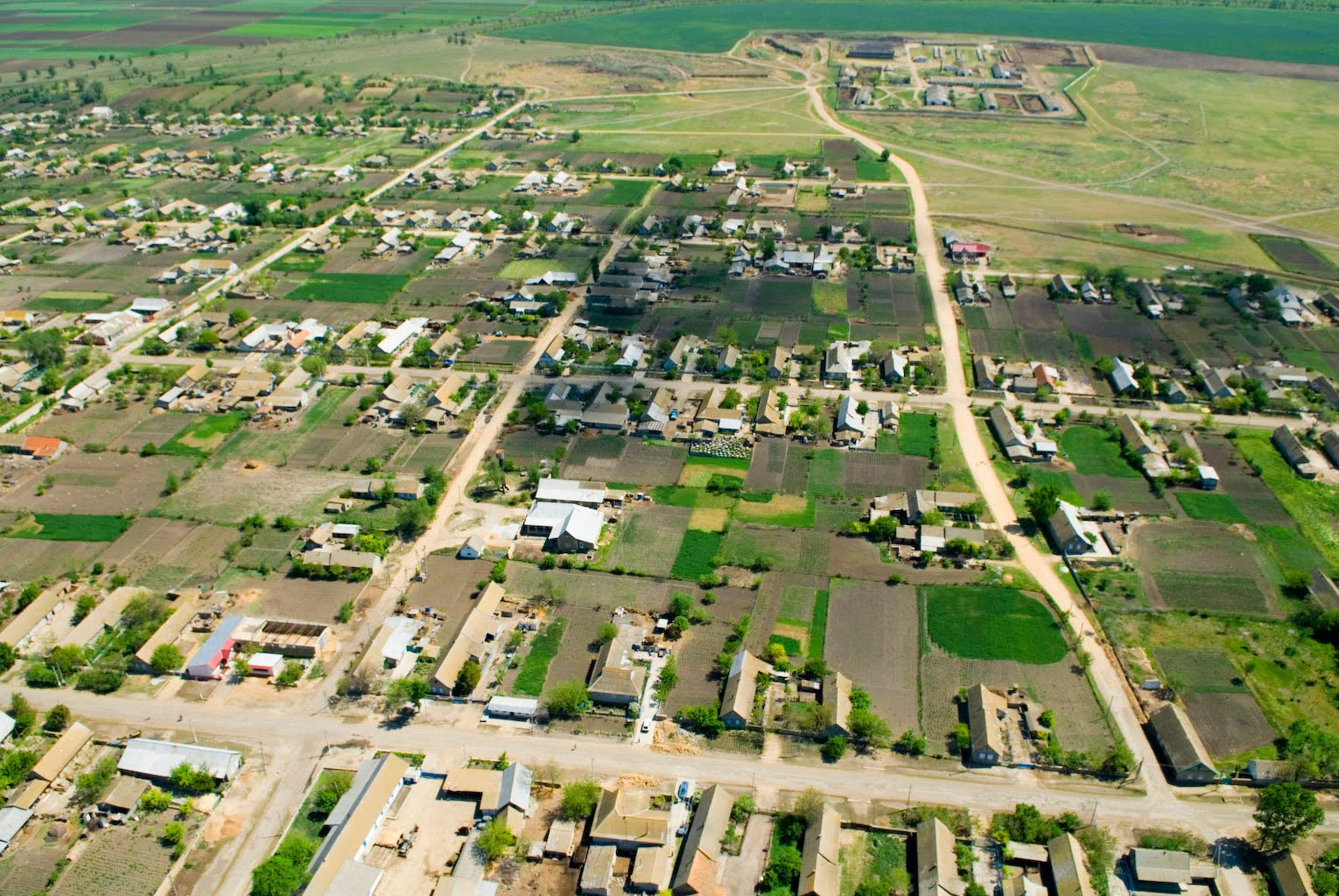
Blick auf den Süden des Dorfes

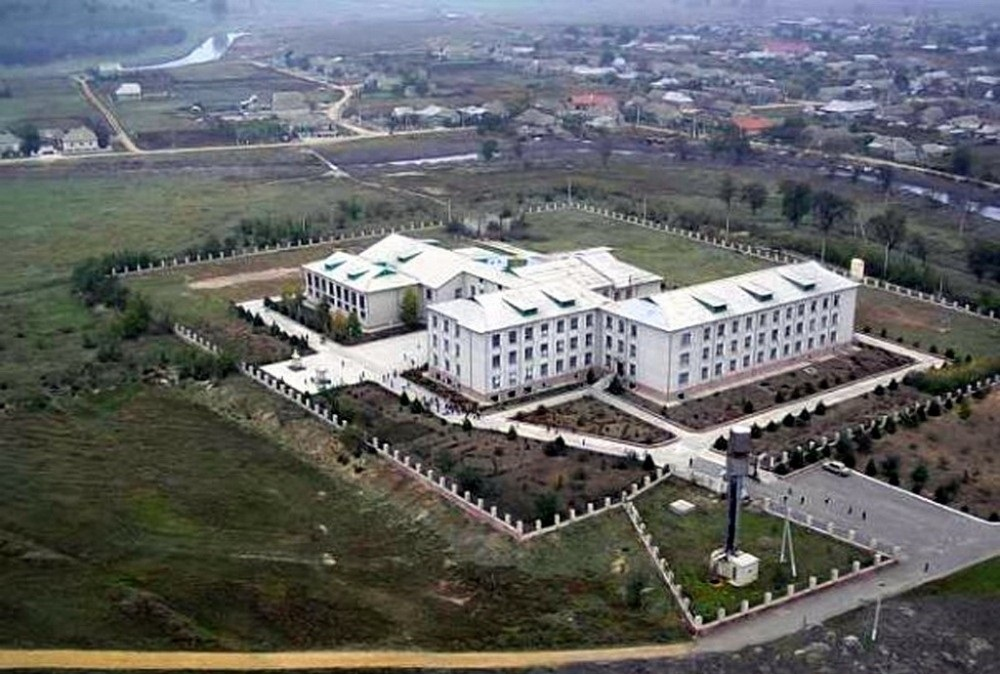
Schule in Nowoseliwka auf einer Insel im Kohylnyk

Das Dorf wurde 1810 mit dem Namen Hura-Tschilihide (Гура-Чілігідер) gegründet und hieß zwischen 1918 und 1948 Satunowo (Сатуново).
Die Ortschaft liegt im Budschak im Süden der Region Bessarabien auf einer Höhe von 14 m am Ufer des Kohylnyk, 6 km westlich vom ehemaligen Rajonzentrum Sarata und 120 km südwestlich vom Oblastzentrum Odessa.
Durch das Dorf verläuft die Territorialstraße T–16–08. Nowoseliwka besitzt eine Bahnstation an der Bahnstrecke Odessa–Basarabeasca zwischen Bilhorod-Dnistrowskyj–Ismajil.
Am 12. Juni 2020 wurde das Dorf ein Teil der Siedlungsgemeinde Sarata; bis dahin bildete es die Landratsgemeinde Nowoseliwka (Новоселівська сільська рада/Nowoseliwska silska rada) im Südwesten des Rajons Sarata.
Seit dem 17. Juli 2020 ist sie ein Teil des Rajons Bilhorod-Dnistrowskyj.

## Söhne und Töchter der Ortschaft
- Semion Grossu (ukrainisch Семен Кузьмович Гроссу Semen Kusmowytsch Hrossu, russisch Семён Кузьмич Гроссу Semjon Kusmitsch Grossu; * 1934);  sowjetischer Politiker: Zwischen 1976 und 1980 Vorsitzender des Ministerrates der Moldauischen SSR und von 1980 bis 1989 Erster Sekretär des Zentralkomitees der Kommunistischen Partei Moldawiens.